# Брыксин, Евгений Васильевич
Евгений Васильевич Брыксин (род. 1916) — бывший председатель Госплана Чечено-Ингушской АССР.

## Биография
Родился в 1916 году в городе Грозном.
В 1939 году окончил Новочеркасский индустриальный институт, а в 1947 году — Высшую партийную школу при ЦК КПСС. Член КПСС.
После окончания института Брыксин получил назначение на должность дежурного инженера Грозненской ТЭЦ.
В 1943—1948 годах работал инструктором, а затем заместителем заведующего нефтяным отделом Грозненского обкома КПСС.
С 1948 по 1952 годы — заместитель председателя исполкома Грозненского областного Совета депутатов трудящихся.
В 1952 году его избирают председателем Грозненского горисполкома.
В 1960 году Евгений Брыскин назначается председателем Госплана Чечено-Ингушской АССР. В этой должности он проработал до выхода на пенсию в 1981 году.
Евгений Васильевич неоднократно избирался членом Чечено-Ингушского обкома КПСС, депутатом горсовета и Верховного Совета Чечено-Ингушской АССР.

## Награды
- Награждён многими орденами и медалями СССР.
- Почётный гражданин города Грозный.